# Adriano Coelho
Marco Adriano Albuquerque Coelho, mais conhecido como Adriano Coelho (Belém, 3 de janeiro de 1989) é um político e empresário brasileiro. Foi vereador de Belém de 2017 até 2021 e assumiu como deputado estadual em 2021.

## Juventude e formação
Adriano Coelho nasceu em 1989 em Belém do Pará, formou-se em administração de empresas pela Unama.

## Carreira política

### Vereador de Belém (2017-2021)
Na eleição de 2016, Adriano foi eleito vereador com quase 10 mil votos.

### Deputado estadual do Pará (2021-atualidade)
Nas eleições de 2018, Adriano buscou eleição como deputado estadual, obtendo 31 mil votos e ficando na primeira suplência da coligação "Em Defesa do Pará", que continha PSDB, Democratas, PDT e PRP. Em 2020, Doutor Daniel foi eleito prefeito de Ananindeua, com isso Adriano foi convocado para assumir como deputado titular. Foi empossado em 2021, afirmando que as prioridades de seu mandato seriam a representação de bairros periféricos de Belém junto com a defesa do direito das pessoas autistas.

## Vida pessoal
Adriano possui um irmão, João Coelho, que se elegeu vereador de Belém pelo PTB em 2020.

## Desempenho em eleições
| Ano  | Eleição            | Coligação                                  | Partido | Candidato a       | Votos          | Resultado |
| ---- | ------------------ | ------------------------------------------ | ------- | ----------------- | -------------- | --------- |
| 2016 | Municipal de Belém | Juntos pela Mudança (PDT / PV)             | PDT     | Vereador          | 9.745 (1,36%)  | Eleito    |
| 2018 | Estadual no Pará   | Lutando pelo Pará (PSDB / DEM / PDT / PRP) | PDT     | Deputado estadual | 31.287 (0,87%) | Suplente  |